# Rio Negro (most)
Rio Negro (port. Ponte Rio Negro) je most u Brazilu koji premošćuje rijeku Rio Negro i spaja grad Manaus s gradom Iranduba. Duljine je 3595 metara i otvoren 24. listopada 2011. godine.

## Vanjske poveznice
- Više o mostu (port.)